# Blücherdenkmal (Bad Düben)
Das Blücherdenkmal (auch Blücherstein oder Blücher-Gedenkstein) in Bad Düben, einer Stadt im Landkreis Nordsachsen, erinnert an ein mehrtägiges Lager der Schlesischen Armee unter dem preußischen Generalfeldmarschall Gebhard Leberecht von Blücher (1742–1819) vor der Völkerschlacht bei Leipzig. Es steht unter Denkmalschutz.

## Standort und Beschreibung
Das Denkmal befindet sich in einer kleinen Grünanlage an der Abzweigung des Windmühlenweges von der Gustav-Adolf-Straße im Norden der Stadt. Die Entfernung zu den nordwestlich gelegenen Einrichtungen des Waldkrankenhauses und des Reha-Zentrums beträgt etwa 200 Meter.
Ein etwa zwei Meter hoher Monolith aus schwarzem Diabas steht auf einem Kunststeinsockel. Auf seiner Vorderseite sind angebracht: ein aus Eisenguss bestehendes Reliefmedaillon mit dem Porträt Blüchers und eine Tafel mit der Inschrift „Hauptquartier der Schlesischen Armee vor der Völkerschlacht bei Leipzig Düben, 6. bis 9. October 1813“. Dazwischen ist „BLÜCHER“ in den Stein gemeißelt. Zur Entstehungszeit des Denkmals wurde der obere Teil des Steins als der Kopf eines nach rechts schauenden preußischen Adlers interpretiert.

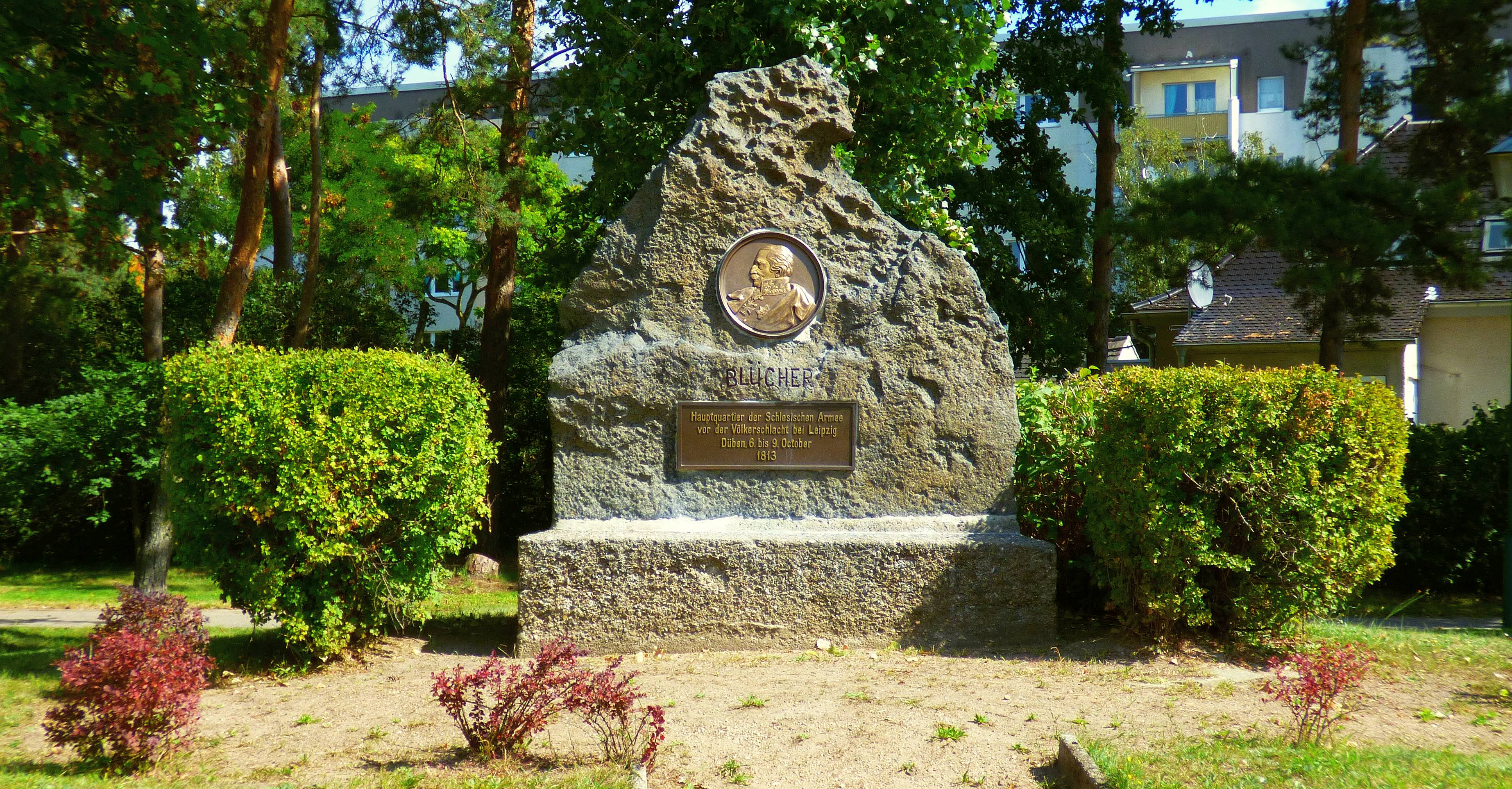
Denkmal
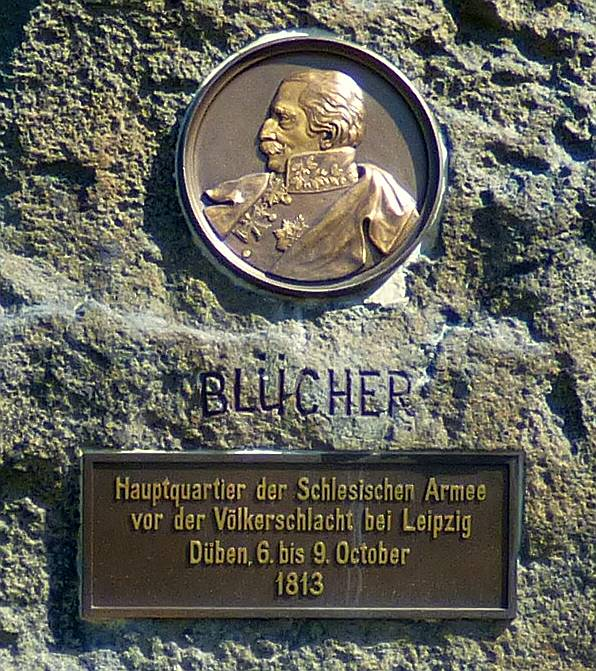
Mittelteil
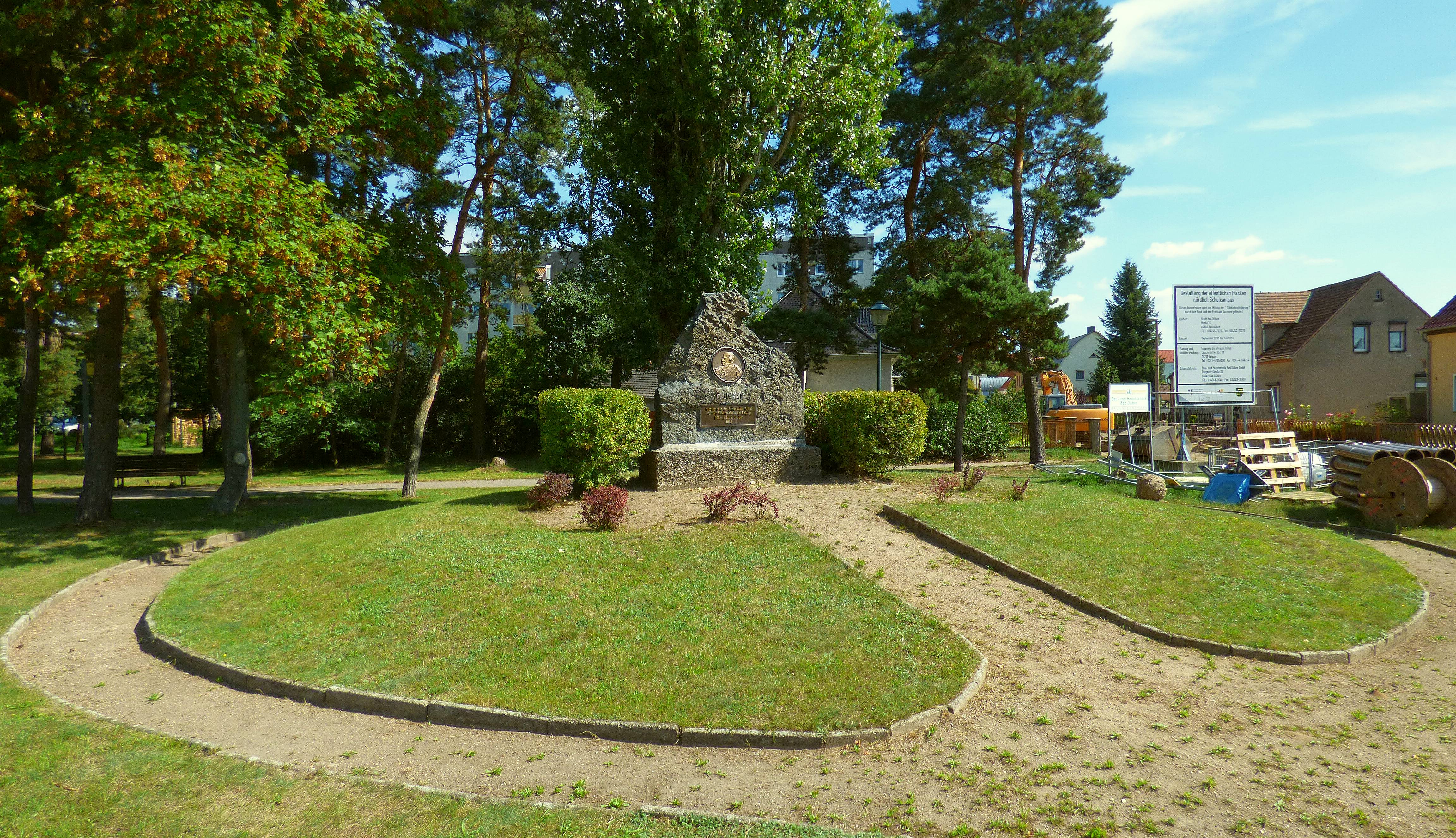
Gesamtanlage

## Geschichte
Am 6. Oktober 1813 hatte Blücher sein Hauptquartier von Kemberg ins Gut Neuhof in Düben verlegt. Um dem von Napoleon geplanten Angriff aus dem Wege zu gehen, bei dem seine Armee allein gegen das Napoleonische Heer gestanden hätte, wich er am 9. Oktober nach Zörbig aus, um sich von dort aus bei Leipzig mit den Truppen der Verbündeten zu vereinen.
Diese drei Tage Blüchers in Düben waren zur 125-Jahr-Feier der Völkerschlacht 1938 in Düben Anlass, um über ein Denkmal für ihn nachzudenken. Hauptakteur war der ehemalige Berufsoffizier der kaiserlichen Armee und Kunstmaler Walter Corsep (1862–1944), assistiert von dem Buchdruckermeister, Heimatforscher und späteren Museumsdirektor Willy Winkler (1904–1986). Von der Stadtverwaltung war vor allem der stellvertretende Bürgermeister Willy Kießling (1892–1947) involviert.
Nachdem Corsep einen Vorschlag zur Gestaltung vorgelegt und man sich nach einigem Hin und Her auch auf den Standplatz geeinigt hatte, wurde auch an das Finanzielle gedacht und im Mai 1939 ein Spendenkonto „Fonds zur Errichtung eines Blüchersteins“ eingerichtet. Schon einen Monat später konnte Corsep bei dem Erfurter Bildhauer Kuno Ehnes (1878–1945) das Gipsmodell für das Relief in Auftrag geben. Kießling fuhr nach Steinwiesen im Frankenwald, um den Stein zu bestellen. Die Metallteile Reliefplatte, Schrifttafel und Bronzebuchstaben für den Namenszug gingen bei der Württembergischen Metallwarenfabrik in Geislingen in Auftrag. Dann kam der Zweite Weltkrieg. Die Metallteile trafen zwar noch 1939 in Düben ein, der Stein kam aber erst im April 1941. Nach der Endmontage fehlte der Kran, um den Stein auf den Sockel zu heben. Das geschah dann Ende 1941, sodass 1941 als Jahr der Errichtung des Denkmals angesehen werden kann. Eine Einweihungsfeier blieb aus verschiedenen Gründen aus.
Diese erfolgte erst anlässlich des Park- und Heimatfestes 1956, als Willi Winkler als einziger Überlebender der früheren Akteure das Blücherdenkmal der Öffentlichkeit übergab, nun nicht mehr im Sinne der Feindschaft zu Frankreich sondern der preußisch-russischen Waffenbrüderschaft während der Befreiungskriege. Der BLÜCHER-Schriftzug aus Bronzebuchstaben war im Laufe der Zeit verloren gegangen, deshalb wurde zum 175. Jahrestag der Völkerschlacht der Namenszug in den Stein gemeißelt. Zum 200. Jahrestag 2013 wurde die Gesamtanlage restauriert.